# Paredes (Conca)
Paredes, també conegut com a Paredes de Melo, és un municipi de la província de Conca a la comunitat autònoma de Castella-La Manxa.

## Demografia
| 1991 |  | 1996 |  | 2001 |  | 2004 |  | 2007 |
| ---- |  | ---- |  | ---- |  | ---- |  | ---- |
| 76   |  | 75   |  | 79   |  | 84   |  | 127  |

## Administració
| Període      | Nom de l'alcalde/-essa          | Partit polític | Data de possessió |
| ------------ | ------------------------------- | -------------- | ----------------- |
| 1979 - 1983  | Tomás Torrecilla                | AP             | 19/04/1979        |
| 1983 - 1987  | Tomás Torrecilla                | AP             | 28/05/1983        |
| 1987 - 1991  | Arturo Moreno Botija            | AP             | 30/06/1987        |
| 1991 - 1995  | Arturo Moreno Botija            | PP             | 15/06/1991        |
| 1995 - 1999  | María del Mar Torrecilla Botija | PP             | 17/06/1995        |
| 1999 - 2003  | María del Mar Torrecilla Botija | PP             | 03/07/1999        |
| 2003 - 2007  | María del Mar Torrecilla Botija | PP             | 14/06/2003        |
| 2007 - 2011  | Juan Jose Moya Gomez            | PP             | 16/06/2007        |
| 2011 - 2015  | n/d                             | n/d            | 11/06/2011        |
| 2015 - 2019  | n/d                             | n/d            | 13/06/2015        |
| 2019 - 2023  | n/d                             | n/d            | 15/06/2019        |
| Des del 2023 | n/d                             | n/d            | 17/06/2023        |